# Cotinusa trimaculata
Cotinusa trimaculata är en spindelart som beskrevs av Mello-Leitao 1922. Cotinusa trimaculata ingår i släktet Cotinusa och familjen hoppspindlar. Inga underarter finns listade i Catalogue of Life.